# Дзвінкий язичковий дрижачий
Язичковий (увулярний) дрижачий  — тип приголосного звука, що існує в деяких людських мовах. Символ Міжнародного фонетичного алфавіту для цього звука — ʀ, а відповідний символ X-SAMPA — R\.

## Властивості
Властивості язичкового дрижачого:
- Тип фонації — дзвінка, тобто голосові зв’язки вібрують від час вимови.
- Спосіб творення — дрижачий, тобто він артикулюється дрижанням язика в місці творення.
- Місце творення — язичкове, тобто він артикулюється задньою спинкою язика на язичку або поряд із ним.
- Це ротовий приголосний, тобто повітря виходить крізь рот.
- Це центральний приголосний, тобто повітря проходить над центральною частиною язика, а не по боках.
- Механізм передачі повітря — егресивний легеневий, тобто під час артикуляції повітря виштовхується крізь голосовий тракт з легенів, а не з гортані, чи з рота.